# The Bourne Ultimatum (soundtrack)
The Bourne Ultimatum is de originele soundtrack van de film The Bourne Ultimatum uit 2007. Het album werd op 31 juli 2007 uitgebracht door Decca Records.
De filmmuziek werd gecomponeerd en geproduceerd door John Powell en uitgevoerd door een traditioneel symfonieorkest onder leiding van Gavin Greenaway in combinatie van veelal slaginstrumenten, gitaren en elektronische muziek. In tegenstelling van de twee vorige albums zijn de tracks op dit album niet in chronologische volgorde zoals in de film. Het laatste nummer "Extreme Ways (Bourne's Ultimatum)" is geschreven en uitgevoerd door Moby en het is een nieuwe versie van het nummer "Extreme Ways" van Moby uit de twee vorige films.

## Nummers
1. Six Weeks Ago (4:31)
2. Tangiers (7:40)
3. Thinking Of Marie (3:51)
4. Assets And Targets (7:18)
5. Faces With Names (3:31)
6. Waterloo (10:38)
7. Coming Home (3:19)
8. Man Versus Man (5:45)
9. Jason Is Reborn (4:04)
10. Extreme Ways (Bourne's Ultimatum) – Moby (4:22)